# Rekombinaza Tre
Rekombinaza Tre - eksperymentalny enzym, zmutowana rekombinaza Cre, umożliwiająca selektywne wycięcie zintegrowanego genomu wirusa HIV z genomu zainfekowanych komórek. Dotychczas enzym wykazał swoją aktywność w liniach komórek HeLa, w warunkach laboratoryjnych w ciągu trzech miesięcy całkowicie usuwając zintegrowany wirus z hodowli.
Odkrycie jest dziełem naukowców z Instytutu Heinrich Pette Wirologii Eksperymentalnej i Immunologii w Hamburgu oraz Instytutu Molekularnej Biologii Komórki i Genetyki Maxa Plancka w Dreźnie.